# Grusberg
Das Grusberg ist eine 383,0 m hohe Erhebung und markiert die Flurgrenze zwischen Vitzeroda und Springen im Wartburgkreis in Thüringen.
Der Grusberg markiert den Westrand des Frauenseer Forstes, er  wird seit Jahrhunderten land- und forstwirtschaftlich genutzt. Über den Berg führte im Mittelalter ein Abzweig von der Hohen Strazza nach Dorndorf (Hohlwege im Gelände). Über die Kreisstraße K 106 gelangt man nach Springen.